# Ernst Happel
Ernst Happel (Viena, 29 de novembre de 1925 – Innsbruck, 14 de novembre de 1992) fou un futbolista i entrenador de futbol d'Àustria.

## Com a jugador
Happel fou 51 cops internacional amb Àustria, on com a resultat més destacat es pot esmentar la tercera posició assolida a la Copa del Món de Suïssa 1954. També jugà el Mundial del 1958. Pel que fa a clubs, romangué durant 14 anys al Ràpid de Viena, club amb el qual guanyà 7 campionats del país. També jugà dos anys al Racing Club de Paris.

## Com a entrenador

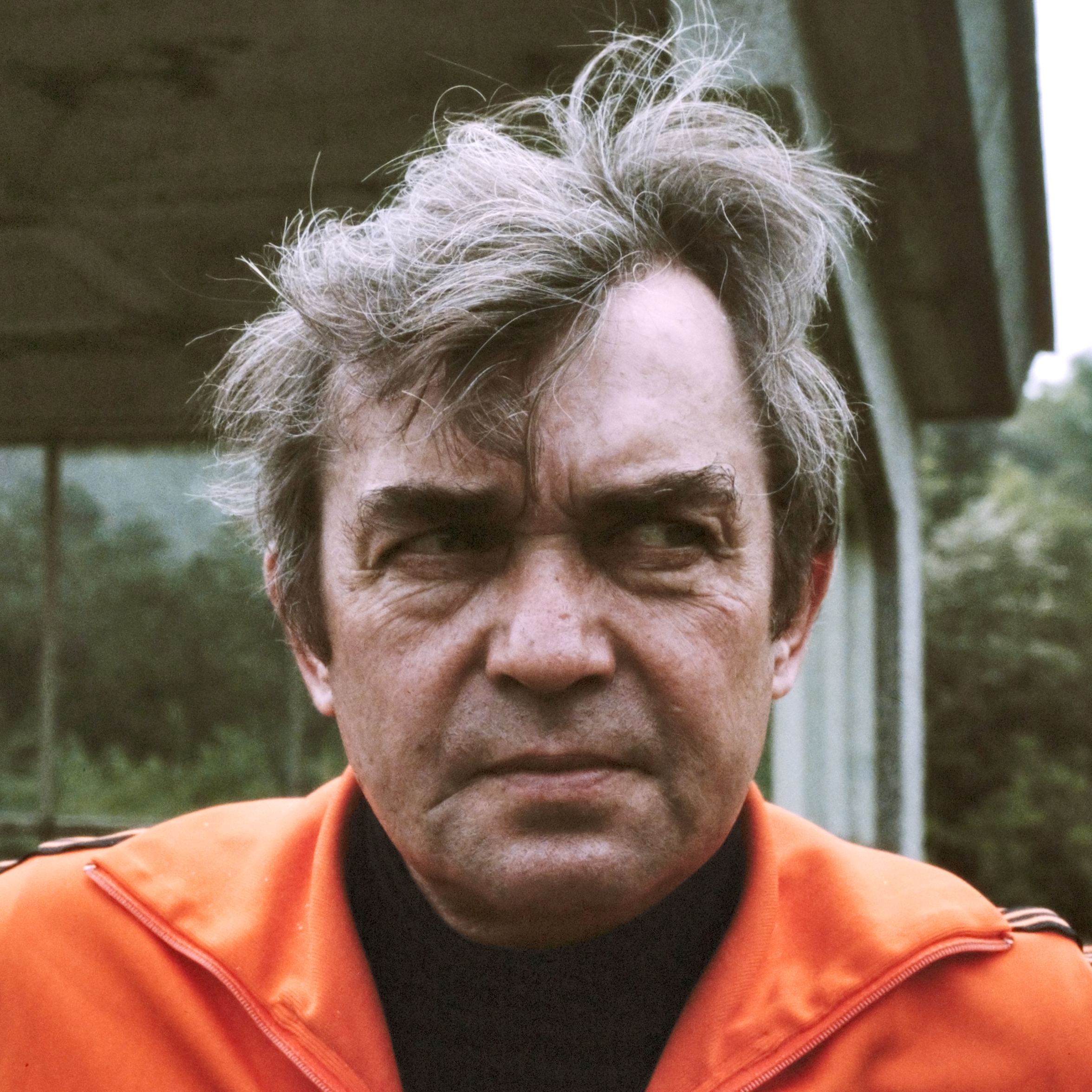
Ernst Happel en la seva etapa d'entrenador.

La seva brillant etapa com a futbolista fou tanmateix superada com a entrenador, essent considerat un dels més grans de tots els temps. Va guanyar el títol de lliga a quatre països diferents (amb el Feyenoord a Holanda del Sud, tres cops amb el Bruges a Bèlgica, dos cops amb l'Hamburg a Alemanya i dos cops més amb el Tirol a Àustria) i la Copa d'Europa de futbol amb dos clubs diferents (el Feyenoord i l'Hamburg), a més de portar la selecció dels Països Baixos a la final del Mundial de l'Argentina 1978. També guanyà dues copes belgues, i un cop la copa a Països Baixos, Alemanya i Àustria, a més de la Copa Intercontinental amb el Feyenoord.
Happel va morir de càncer el 1992 a l'edat de 66 anys. Després de la seva mort, el major estadi d'Àustria, el Praterstadion de Viena, fou rebatejat Estadi Ernst-Happel.